# Шишабангма
Шишабангма (також поширена назва Ши́ша-Па́нгма, санскритом — Ґосаінтан («священне місце»), китайською звучить як Госаінтан; кит.: 希夏邦马峰, Xīxiàbāngmǎ Fēng) — чотирнадцята за висотою гора світу, найнижча серед восьмитисячників (8027 м).

## Основні відомості
З тибетської мови назва гори перекладається, як «вершина над трав'яною долиною». Китайська назва фонетично повторює тибетську. Назва гори на санскриті — Ґосаінтан, що означає «священне місце».
Шишабангма розташована у Тибеті, за кілька кілометрів від кордону з Непалом. Це єдиний восьмитисячник, який повністю розташований на території Китаю. Доступ іноземців у цей район тривалий час був дуже обмеженим.
Перше сходження на вершину здійснила 2 травня 1964 року китайська експедиція на чолі з Сю Цзином. Таким чином, Шишабангма стала останнім восьмитисячником, що підкорився альпіністам. Перше зимове сходження здійснили Пйотр Моравскі та Сімоне Моро 14 січня 2005 року.
Гора вважається однією з найпростіших для сходження серед восьмитисячників: її базовий табір найвищий (5000 м) і до нього можна дістатися на автівках. Однак під час спроб її підкорення загинув 31 альпініст.